# Municipio de Snow Creek (condado de Mitchell)
El municipio de Snow Creek (en inglés: Snow Creek Township) es un municipio ubicado en el  condado de Mitchell en el estado estadounidense de Carolina del Norte. En el año 2010 tenía una población de 1.779 habitantes.

## Geografía
El municipio de Snow Creek se encuentra ubicado en las coordenadas 35°57′47.43″N 82°6′53.43″O / 35.9631750, -82.1148417.